# Durrenbach
Durrenbach é uma comuna francesa na região administrativa de Grande Leste, no departamento Baixo Reno. Estende-se por uma área de 5,29 km². Em 2010 a comuna tinha 1 095 habitantes (densidade: 207 hab./km²).